# Xochimilco, Veracruz
Xochimilco är en ort i Mexiko.   Den ligger i kommunen Ixhuatlán de Madero och delstaten Veracruz, i den sydöstra delen av landet, 190 km nordost om huvudstaden Mexico City. Xochimilco ligger 304 meter över havet och antalet invånare är 1 334.
Terrängen runt Xochimilco är huvudsakligen kuperad, men åt sydost är den platt. Terrängen runt Xochimilco sluttar österut. Runt Xochimilco är det ganska tätbefolkat, med 120 invånare per kvadratkilometer. Närmaste större samhälle är Benito Juárez, 14,4 km väster om Xochimilco. Trakten runt Xochimilco består till största delen av jordbruksmark.